# Junk-DNA

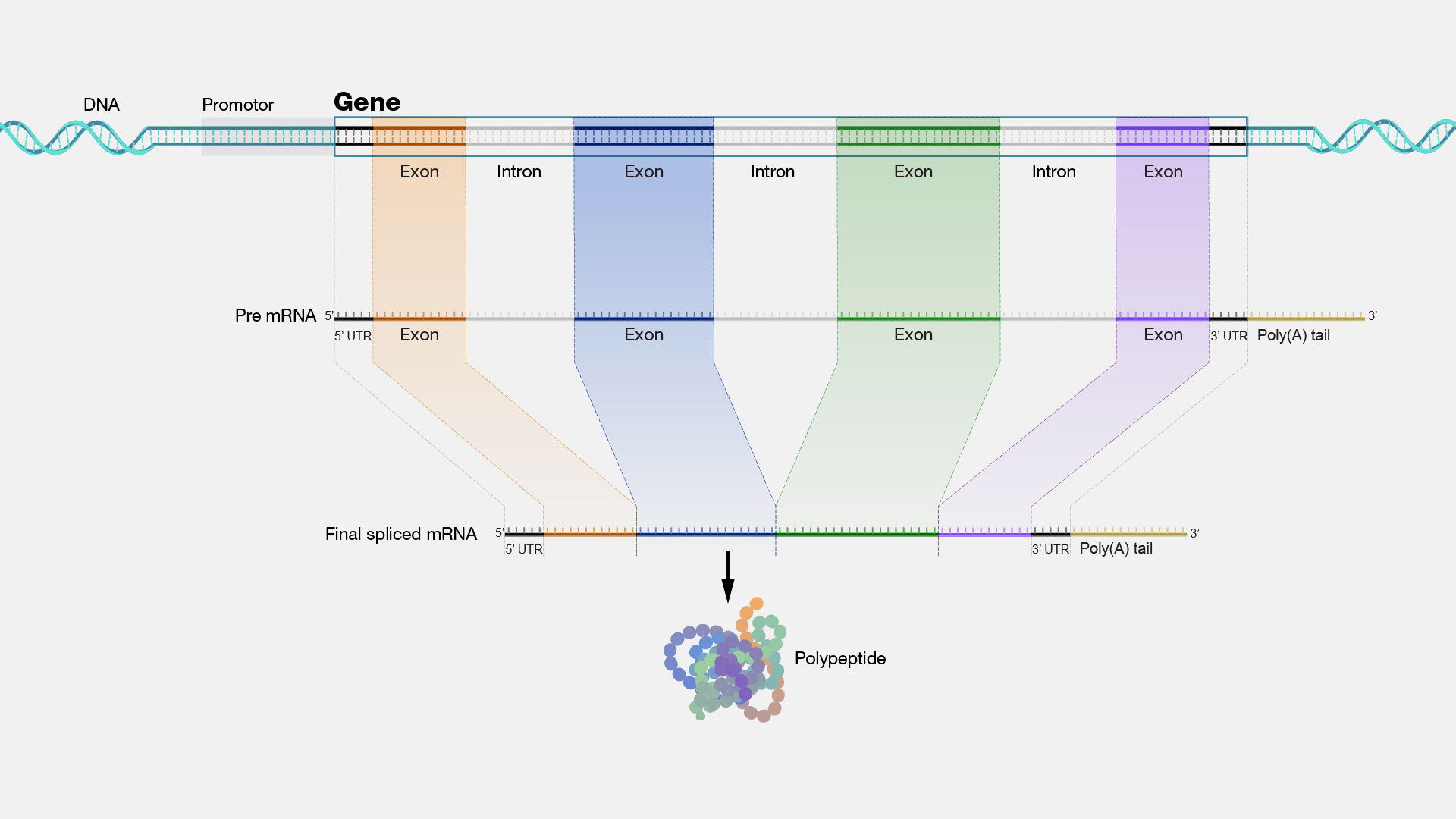
Genen bestaan uit exons (eiwitcoderende gedeelten) en introns, die tijdens de splicing worden weggeknipt. De introns vormen soms een groot aandeel van de totale gensequentie en worden vaak als junk-DNA beschouwd.

Junk-DNA is DNA in het genoom dat geen (bekende) biologische functie heeft. De meeste organismen hebben junk-DNA in hun genetisch materiaal, voornamelijk in de vorm van pseudogenen, inactieve transposons, repetitieve sequenties of virale fragmenten. Bij sommige organismen kan een aanzienlijk deel van het genoom uit junk-DNA bestaan. De naam "junk" wordt vaak als achterhaald beschouwd, omdat veel van de stukken DNA die als junk werden aangemerkt, toch bepaalde functies blijken te hebben.
Nog geen 2% van het DNA in het menselijk genoom codeert voor eiwitten. Alle eiwitcoderende sequenties worden over het algemeen als functionele elementen van het genoom beschouwd. Daarnaast zijn er ook grote stukken niet-coderend DNA die uiteenlopende functies vervullen in de cel, zoals genen voor ribosomaal RNA (rRNA) en transfer-RNA (tRNA), regulerende sequenties, en elementen als centromeren of telomeren.
Het is experimenteel lastig om te bepalen welke delen van het genoom functioneel zijn en welke niet. De discussie wordt bemoeilijkt doordat wetenschappers verschillende definities en criteria hanteren voor functie. Door het feit dat er grote variatie bestaat in genoomgrootte tussen organismen, en dat de evolutionaire processen die het genoom beïnvloeden per definitie ruis genereren, is er weinig basis voor de veronderstelling dat al het DNA noodzakelijkerwijs een functie moet hebben. Recente inzichten in de genomica en moleculaire evolutie zijn hiermee in overeenstemming.

## Geschiedenis van de term en het concept

### Mutatiesnelheid
Het idee dat slechts een fractie van het menselijk genoom functioneel zou kunnen zijn, werd al opgeworpen in de late jaren 1940. De geschatte mutatiesnelheid in de mens was namelijk zo hoog dat als het totale genoom functioneel geweest was, de mens al deze schadelijke mutaties nooit overleefd had. De vooraanstaande genetici J.B.S. Haldane en H.J. Muller uit die tijd, stelden op basis hiervan dat slechts een klein deel van het genoom functioneel moest zijn (zodat slechts een klein deel van de mutaties een schadelijk effect kon hebben op functies). In de jaren 1970 werd door experts in de genetica en moleculaire evolutie geschat dat er niet meer dan 40.000 genen in het menselijk genoom kunnen zijn, zo’n 10% van het totale genetisch materiaal.

### C-paradox

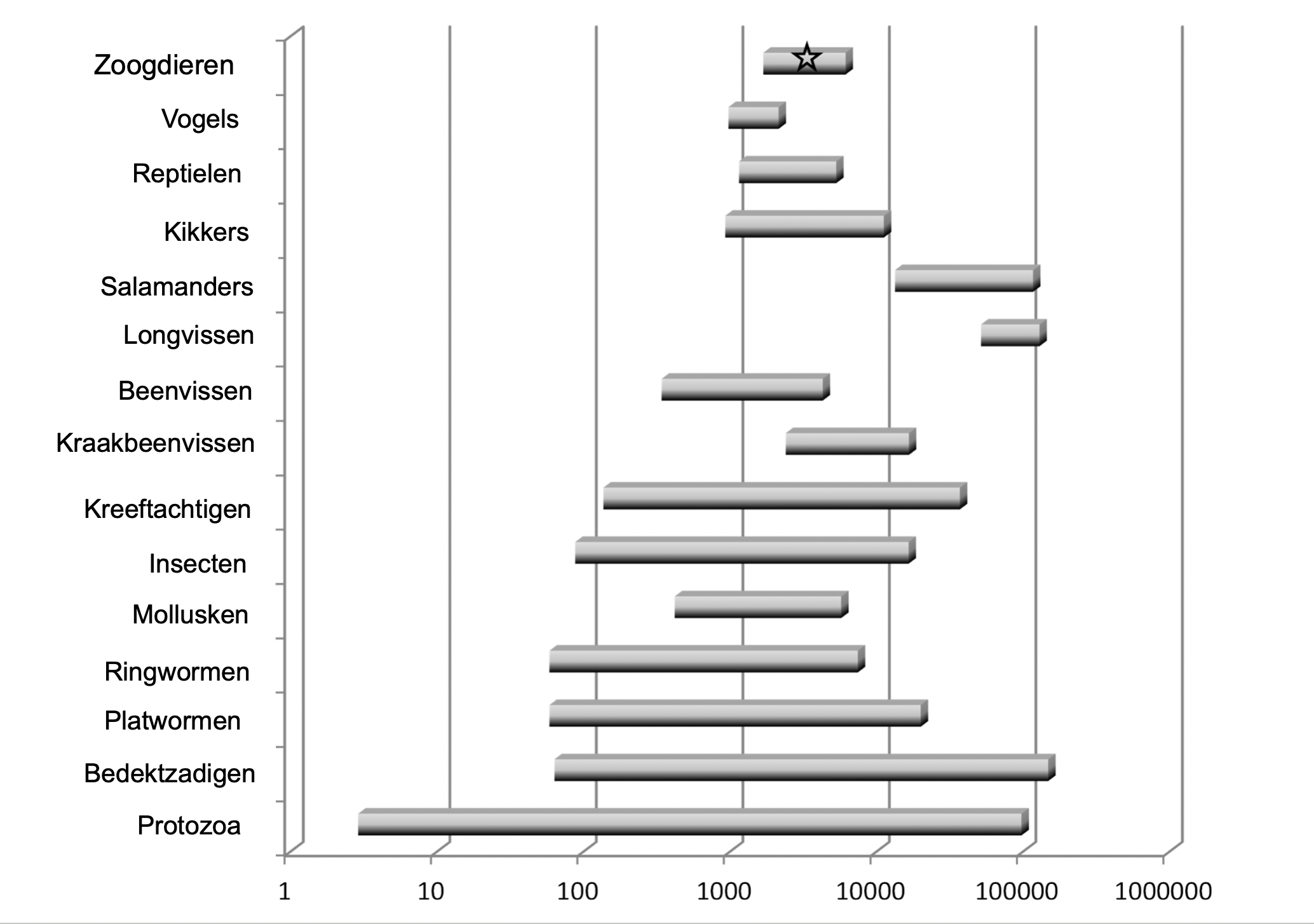
Genoomgrootte van verschillende groepen eukaryoten. Er bestaat geen overeenkomst tussen de genoomgrootte en de complexiteit of evolutionaire fitness van het organisme. De mens is aangeduid met een ster.

Al lange tijd is bekend dat de grootte van het genoom enorm varieert tussen verschillende soorten. Er is geen duidelijke relatie tussen de lengte van het genoom en de complexiteit of evolutionaire fitness van een organisme. De eencellige Amoeba dubia bevat bijvoorbeeld meer dan 200 keer zoveel DNA als de mens, sommige kogelvissen hebben daarentegen slechts een tiende van het DNA in vergelijking met hun naaste verwanten. Dit verschijnsel kwam bekend te staan als de C-value paradox. De paradox werd deels verklaard door ontdekking van repetitief DNA, en het feit dat de meeste verschillen in genoomgrootte konden worden toegeschreven aan repetitief DNA. Sommige onderzoekers vermoedden dat dit repetitieve DNA betrokken was bij het reguleren van genexpressie, maar veel wetenschappers gingen ervan uit dat repetitief DNA niet functioneel was.
Dat het niet-coderende DNA gedurende de evolutie is blijven bestaan was niet verenigbaar met de toen geldende opvattingen dat dit DNA verwijderd had moeten zijn door natuurlijke selectie. De nearly neutral theory van Tomoko Ohta bood een verklaring voor het bestaan van grote hoeveelheden junk-DNA in eukaryotische genomen. Deze theorie gebruikte principes van de populatiegenetica om te verklaren hoe niet-functionele, of zelfs licht nadelige stukken DNA, kunnen accumuleren in het genoom door genetische drift.

### Controverse

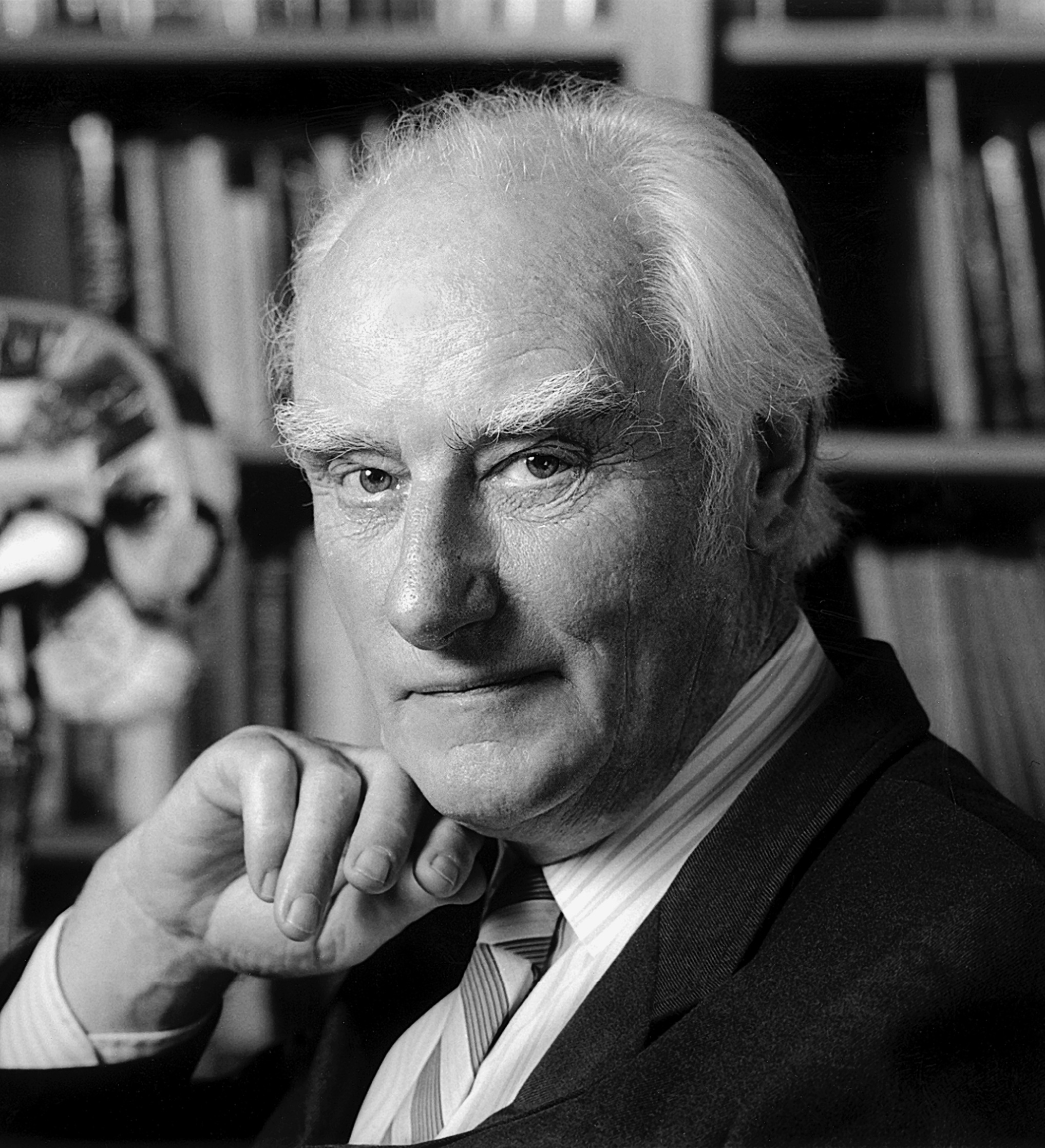
Francis Crick beschouwde transposons als zelfzuchtig DNA; zelfzuchtig in die zin dat het zich vermenigvuldigt zonder dat dit voordeel oplevert op het niveau van het organisme.

### Het project ENCODE
De vraag hoeveel van het DNA in het menselijk genoom functioneel relevant is, werd kortstondig vertroebeld door een reeks invloedrijke publicaties uit 2012. Deze publicaties kwamen voort uit ENCODE: een groot, door de Amerikaanse overheid gefinancierd genoomproject. 
De onderzoekers van ENCODE voerden uitgebreide experimenten uit met gevoelige technieken om RNA-transcripten in cellen aan te tonen. Ze rapporteerden dat 76% van het totale DNA in menselijke cellen wordt afgelezen om RNA-moleculen te produceren. Veel van deze RNA-moleculen werden echter in extreem kleine hoeveelheden gedetecteerd; gemiddeld minder dan één RNA-molecuul per cel. Toch concludeerden de ENCODE-onderzoekers op basis van deze gegevens dat bijna al het menselijke DNA een functie heeft en er dus weinig junk-DNA bestaat. De bewering sprak tot de verbeelding en kreeg veel media-aandacht, samen met hun idee dat het menselijk genoom tienduizenden eerder onopgemerkte genen zou moeten bevatten.
Er is een consensus in de moleculaire biologie dat veel DNA in eukaryotische genomen geen functie vervult. Dat niet-coderende DNA-sequenties af en toe toch een RNA-molecuul produceren, kan worden verklaard door achtergrondruis in genexpressie. Hoewel genexpressie doorgaans zeer nauwkeurig is, is het niet perfect, en soms treden biochemische fouten op. Dergelijke fouten hebben, zolang ze maar op een gering niveau blijven, weinig tot geen gevolgen voor de cel.

## Onderzoek
Het junk-DNA bestaat deels uit evolutionaire artefacten, zoals lange repeterende delen van dezelfde volgorde van basen. Een deel van het junk-DNA is stabiel gebleven gedurende honderden miljoenen jaren van evolutie, wat zou betekenen dat het toch een functie heeft. Enkele recente studies hebben een functie gesuggereerd voor delen van het genoom die voorheen als junk-DNA werden gezien. Een belangrijk deel van het junk-DNA kan onderverdeeld worden in drie klassen: tandem repeats, transposons ofwel springende genen, en introns. 
- Tandem repeats bestaan uit lange stukken DNA waarin vergelijkbare sequenties worden herhaald. Dit DNA wordt ook wel satelliet-DNA genoemd en bevindt zich voornamelijk in de centromeren en de heterochromatine.
- Transposons maken voor meer dan de helft deel uit van het genoom. De meest voorkomende zijn de retrotransposons die gebruikmaken van de reverse-transcriptase. Het DNA van de transposon ondergaat transcriptie, waarna het resulterende RNA reverse-transcriptie ondergaat. Het hieruit ontstane DNA wordt op een andere plaats in het genoom teruggeplaatst. Retrotransposons worden geflankeerd door long terminal repeats, die ook deel uitmaken van retrovirussen, waaraan retrotransposons gerelateerd zijn. De reverse-transcriptase kan ook het mRNA in de cel omzetten in DNA. Vaak is dit RNA al gespliced en zonder introns, waardoor er DNA zonder introns ontstaat met vorming van pseudogenen tot gevolg. Het 'springen' van deze genen veroorzaakt veel mutaties en kan zelfs leiden tot een foutieve uitlijning tijdens DNA-reparatie en gedurende meiose.
- Introns variëren enorm in aantal onder de verschillende eukaryoten. Genen kunnen tientallen introns bevatten die zo groot kunnen zijn als het genoom van een micro-organisme. Er zijn verschillende soorten introns, die allemaal tot het junk-DNA gerekend worden, ook al blijkt het dat ze binnen de evolutie uit goed geconserveerde sequenties bestaan. Door het proces van alternatieve splicing kunnen soorten met zo'n 25.000 eiwitcoderende genen meerdere miljoenen verschillende eiwitten produceren.[16]

Omdat het junk-DNA hoog repeterend is en stabiel is gebleven gedurende de evolutie lijkt het genoom van de mens veel op dat van andere dieren en zelfs plantensoorten. Mensen hebben 96% van hun DNA gemeen met de chimpansee. Repetitief DNA zou functioneel kunnen zijn in de afweer, of bij het onderdrukken van retrovirussen. Dit DNA kan evenwel ook ziekten veroorzaken, zoals kanker, ontwikkelings-, of auto-immune ziekten.

## Functioneel of niet-functioneel
De inzichten en meningen betreffende de functie van junk-DNA lopen uiteen. Sommige wetenschappers beschouwen ongeveer 5% van het genoom als ‘functioneel’, terwijl anderen wel 80% van het genoom als functioneel beschouwen. Er is een lange discussie gaande geweest over de definitie van ‘functie’ van DNA. Functioneel DNA werd gelijkgesteld aan DNA dat onder selectie staat gedurende natuurlijke selectie en/of dat voor eiwitten codeert, terwijl voor andere wetenschappers het binden van het DNA aan transcriptiefactoren genoeg leek om het een functie toe te kennen. Sindsdien is het steeds duidelijker geworden dat veel van het junk-DNA, dat geen specifieke functie zou hebben, een enorme voorraad aan DNA vormt die net als de rest van het genoom muteert en waar nieuwe genen uit kunnen ontstaan. Dit proces is met name van toepassing op de pseudogenen. Zij vormen een grote verzameling genen die als gevolg van mutatie hun functie verloren hebben en waar door evolutie nieuwe functies aan toegekend kunnen worden. Het junk-DNA moet dan ook niet gelijkgesteld worden met ‘afval’, maar met ‘rommel’, waarin zich vaak nog nuttige onderdelen voor een nieuw gen kunnen bevinden.